# 1969년 프랑스 국민투표
1969년 프랑스 국민투표는 1969년 4월 27일 프랑스에서 치러진 지방 행정과 상원 개혁에 대한 개헌 찬반투표로, 투표율 80.1%, 유효투표수 중 52.4%의 반대로 부결되었다.
1962년 대통령 직선제 국민투표에 이어 다시 국민투표에 자기의 신임 여부를 결부시킨 샤를 드 골 대통령은 국민투표의 부결이 확정된 4월 28일 대통령직에서 사퇴하였고, 같은 해 6월 1일에 1969년 프랑스 대통령 선거가 실시되었다.

## 결과
| 지방행정과 상원개혁 개헌 | 지방행정과 상원개혁 개헌 | 지방행정과 상원개혁 개헌 |
| 찬성 또는 반대           | 득표수                   | 득표율                   |
| ------------------------ | ------------------------ | ------------------------ |
| 반대                     | 12,007,102               | 52.4%                    |
| 찬성                     | 10,901,753               | 47.6%                    |
| 총 득표수                | 23,552,611               | 100.00%                  |
| 투표율                   | 80.1%                    | 80.1%                    |

## 같이 보기
- 샤를 드 골
- 프랑스 5월 혁명
- 프랑스 상원